# Nagatomyia melanica
Nagatomyia melanica är en tvåvingeart som beskrevs av Murdoch och Takahasi 1961. Nagatomyia melanica ingår i släktet Nagatomyia och familjen bromsar. Inga underarter finns listade i Catalogue of Life.